# Europawahl in Kroatien 2013
Die erste Europawahl in Kroatien fand am 14. April 2013 statt. Vorbehaltlich der Ratifizierung des Beitrittsvertrags durch die derzeitigen Mitglieder der Europäischen Union (siehe Beitrittsverhandlungen Kroatiens mit der Europäischen Union) war Kroatiens Beitritt für den 1. Juli 2013 der Europäischen Union vorgesehen, der dann auch zu diesem Datum erfolgte. Ab diesem Zeitpunkt war Kroatien mit den 12 neugewählten Abgeordneten im Europäischen Parlament vertreten. Bis zur regulären Europawahl 2014 erhöhte sich dadurch die Zahl der Mitglieder des Europaparlaments auf 766, um nach den folgenden Wahlen im Jahr 2014 wieder auf die vertraglich vereinbarten 751 Mandate zu sinken.
Zum ersten Mal fand eine Europawahl in einem Land statt, das noch nicht EU-Mitglied war. Bei früheren Beitritten war die Nachwahl zum Europäischen Parlament stets kurz nach dem Beitritt (bzw. bei der ersten EU-Osterweiterung 2004 wegen der ohnehin anstehenden gesamteuropäischen Wahl gar nicht) abgehalten worden.

## Wahlsystem
Gewählt werden landesweit 12 Abgeordnete mit einem Vorzugsstimmensystem.

## Ergebnis
- HL: 1
- SDP: 5
- HDZ: 5
- HSP-AS: 1

Sitzverteilung:
| Liste               | Partei                                    | Sitze | Fraktion |
| ------------------- | ----------------------------------------- | ----- | -------- |
| 12 (HDZ–HSP AS–BUZ) | Hrvatska demokratska zajednica            | 5     | EVP      |
| 12 (HDZ–HSP AS–BUZ) | Hrvatska stranka prava dr. Ante Starčević | 1     | ECR      |
| 24 (SDP–HNS–HSU)    | Socijaldemokratska partija Hrvatske       | 5     | S&D      |
| 17 (HL)             | Hrvatski laburisti – Stranka rada         | 1     | GUE/NGL  |

Wahlergebnis:
| Liste                           | Stimmen   | Prozent |
| ------------------------------- | --------- | ------- |
| HDZ/HSP AS/BUZ                  | 243.654   | 32,86   |
| SDP/HNS/HSU                     | 237.778   | 32,07   |
| HL                              | 42.750    | 5,77    |
| HSS/HSLS                        | 28.646    | 3,86    |
| Unabhängige (Jakovic)           | 28.445    | 3,84    |
| HDSSB/HDSSD/ZELENI              | 22.328    | 3,01    |
| Hrast                           | 18.893    | 2,55    |
| AM                              | 11.068    | 1,49    |
| SU                              | 10.947    | 1,48    |
| HSP                             | 10.317    | 1,39    |
| Zeleni Zajdeno                  | 8.599     | 1,16    |
| PS                              | 8.345     | 1,13    |
| A-HSS                           | 6.785     | 0,92    |
| ASH/DSŽ/SP/SUH                  | 6.391     | 0,86    |
| DC                              | 5.413     | 0,73    |
| HČSP                            | 5.238     | 0,71    |
| Glas razuma/MS                  | 4.939     | 0,67    |
| Abeceda                         | 4.878     | 0,66    |
| ABH/JH–PZH                      | 4.531     | 0,61    |
| OS                              | 4.391     | 0,59    |
| HRS                             | 3.946     | 0,53    |
| NS/NSS                          | 3.933     | 0,53    |
| Pokret                          | 3.885     | 0,52    |
| AMD                             | 3.667     | 0,49    |
| NSH                             | 3.646     | 0,49    |
| SRP                             | 3.538     | 0,48    |
| A-HSP                           | 2.350     | 0,32    |
| ZNL                             | 2.107     | 0,28    |
| Ungültige                       | 39.572    | –       |
| Gesamt                          | 780.980   | 100     |
| Wahlberechtigte Wahlbeteiligung | 3.748.815 | 20,84   |

## Parteien
Folgende Parteien kandidierten zur Wahl:
| Nr. | Abkürzung             | Name | Europapartei | Sitze |
| --- | --------------------- | --- | ------------ | ----- |
| 01  | ABECEDA               | Abeceda demokracije | –            | –     |
| 02  | AMD                   | Agenda mladih demokrata | –            | –     |
| 03  | AM                    | Akcija mladih | –            | –     |
| 04  | ASH/DSŽ/SP/SUH        | Akcija socijaldemokrata Hrvatske / Demokratska stranka žena / Savez za promjene / Stranka umirovljenika Hrvatske – Blok umirovljenici zajedno | –            | –     |
| 05  | ABH/JEDINO HRVATSKA   | Akcija za bolju Hrvatsku / Jedino Hrvatska – Pokret za Hrvatsku                                                                               | –            | –     |
| 06  | A-HSS                 | Autohtona – Hrvatska seljačka stranka | –            | –     |
| 07  | A-HSP                 | Autohtona – Hrvatska stranka prava | –            | –     |
| 08  | DC                    | Demokratski centar | –            | –     |
| 09  | GLAS RAZUMA/MS        | Glas razuma / Međimurska stranka | –            | –     |
| 10  | HRAST                 | Hrast – Pokret za uspješnu Hrvatsku (Hrvatski rast – Pokret za uspješnu Hrvatsku)                                                             | –            | –     |
| 11  | HČSP                  | Hrvatska čista stranka prava | –            | –     |
| 12  | HDZ/HSP AS/BUZ        | Hrvatska demokratska zajednica / Hrvatska stranka prava dr. Ante Starčević / Blok umirovljenici zajedno                                       | EVP/–/–      | 3/0/0 |
| 13  | HRS                   | Hrvatska radnička stranka | –            | –     |
| 14  | HSS/HSLS              | Hrvatska seljačka stranka / Hrvatska socijalno-liberalna stranka                                                                              | EVP/ALDE     | –     |
| 15  | HSP                   | Hrvatska stranka prava | –            | –     |
| 16  | HDSSB/HDSSD/ZELENI HR | Hrvatski demokratski sabor Slavonije i Baranje / Hrvatski demokratski slobodarski savez Dalmacije / Zeleni Hrvatske                           | –            | 1/0/0 |
| 17  | HL                    | Hrvatski laburisti – Stranka rada | –            | 1     |
| 18  |                       | Kandidacijska lista grupe biraca – Ivan Jakovcic                                                                                              | ALDE         | –     |
| 19  | NS/NSS                | Naša stranka / Nova srpska stranka | –            | –     |
| 20  | NSH                   | Nezavisni seljaci Hrvatske | –            | –     |
| 21  | OS                    | Obiteljska stranka | –            | –     |
| 22  | PS                    | Piratska stranka | PPEU         | –     |
| 23  |                       | Pokret za modernu Hrvatsku | –            | –     |
| 24  | SDP/HNS/HSU           | Socijaldemokratska partija Hrvatske / Hrvatska narodna stranka – Liberalni demokrati / Hrvatska stranka umirovljenika                         | SPE/ALDE/–   | 5/1/0 |
| 25  | SRP                   | Socijalistička radnička partija Hrvatske | –            | –     |
| 26  | SU                    | Stranka umirovljenika | –            | –     |
| 27  | ZNL                   | Zagrebačka nezavisna lista | –            | –     |
| 28  | ZELENI ZAJDENO        | Zeleni Zajedno | –            | –     |